# Francisco Barroso Filho
Francisco Barroso Filho (ur. 8 października 1928 w Ouro Preto) – brazylijski duchowny rzymskokatolicki, w latach 1984-2004 biskup Oliveira.

## Życiorys
Święcenia kapłańskie przyjął 1 grudnia 1957. 21 grudnia 1983 został prekonizowany biskupem Oliveira. Sakrę biskupią otrzymał 19 marca 1984. 20 października 2004 przeszedł na emeryturę.